# Nikolai Ejov
Nikolai Ivanovici Ejov (Николай́ Ива́нович Ежов́) (1 mai 1895 – 4 februarie? 1940) a fost șeful Comisariatului Poporului pentru Afacerile Interne – NKVD – între 1936–1938, în timpul Marii Epurări. Perioada în care a fost la putere este uneori numită Ejovșcina (Ежо́вщина – perioada Ejov).
Ejov s-a născut la Sankt Peterburg. A absolvit numai cursurile școlii elementare. Din 1909 până în 1915 a lucrat ca ajutor de croitor și ca muncitor industrial. Din 1915 până în 1917 a fost încorporat în armata țaristă. S-a alăturat bolșevicilor pe 5 mai 1917 în Vitebsk, cu doar câteva luni mai înaintea izbucnirii Marii Revoluții Socialiste din Octombrie. În timpul războiului civil rus (1919–1921) a luptat în rândurile Armatei Roșii. După februarie 1922, a lucrat în sistemul politic, cel mai mult ca secretar al diferitelor comitete regionale ale partidului comunist. În 1927 a fost transferat la Departamentul contabilitate și aprovizionare al Partidului Comunist, unde a lucrat ca instructor și ca șef de facto al departamentului. Din 1929 până în 1930 a fost adjunct al Comisarului Poporului pentru agricultură. În noiembrie 1930 a fost numit șef al unor departamente diferite ale Partidului Comunist: Departamentul afacerilor speciale, Departamentul de personal și Departamentul industriei. În 1934 a fost ales membru supleant în Comitetul Central al Partidului Comunist, iar în anul următor a devenit secretar al CC al PCUS. Din 1935 până în 1939 a fost de asemenea președintele Comisie centrale de control a partidului.
A fost unul dintre cei mai loiali sprijinitori ai lui Stalin. În 1935 a scris un articol în care afirma că opoziția politică duce în mod obligatoriu în cele din urmă la violență și terorism, aceasta fiind una dintre bazele ideologice ale epurărilor care au urmat. A fost numit Comisar al Poporului pentru Afacerile Interne (șef al NKVD) și a fost ales membru plin al Comitetulului Central al Partidului Comunist al Uniunii Sovietice pe 26 septembrie 1936, după destituirea lui Ghenrih Iagoda. În timpul lui Ejov, epurările au atins punctul culminant, aproximativ jumătate dintre șefii partidului comunist și ai armatei fiind trimiși în închisori sau în fața plutoanelor de execuție, alături de mulți alți cetățeni obișnuiți suspectați de "disidență" sau "sabotaj".
Deși a fost de asemenea numit și în postul de Comisar al Poporului pentru Transportul pe Apă pe 8 aprilie 1938 rămânând și în fruntea NKVD, puterea lui a început să scadă în mod constant. Pe 22 august 1938, Lavrenti Beria a fost numit adjunctul lui Ejov și a preluat în fapt frâiele conducerii comisariatului. Când, pe 11 noiembrie 1938, Stalin și Viaceslav Molotov, în articolele lor, au criticat aspru munca și metodele NKVD-iste, Ejov a fost eliberat la cererea sa din funcția de Comisar al Poporului pentru Afacerile Interne. Pe 25 noiembrie 1938, Beria i-a succedat în fruntea acestui comisariat.
Pe 3 martie 1939, Ejov a fost demis din posturile din CC al PCUS. Pe 10 aprilie 1939 a fost arestat și judecat pentru mai multe capete de acuzare printre care spionaj și trădare, (inclusiv tentativă de asasinare a lui Stalin) și homosexualitate. A fost găsit vinovat și, cel mai probabil, a fost împușcat pe 4 februarie 1940.
Ejov nu a fost niciodată reabilitat din cauza rolului său important în timpul epurărilor.